# Nieuport IV

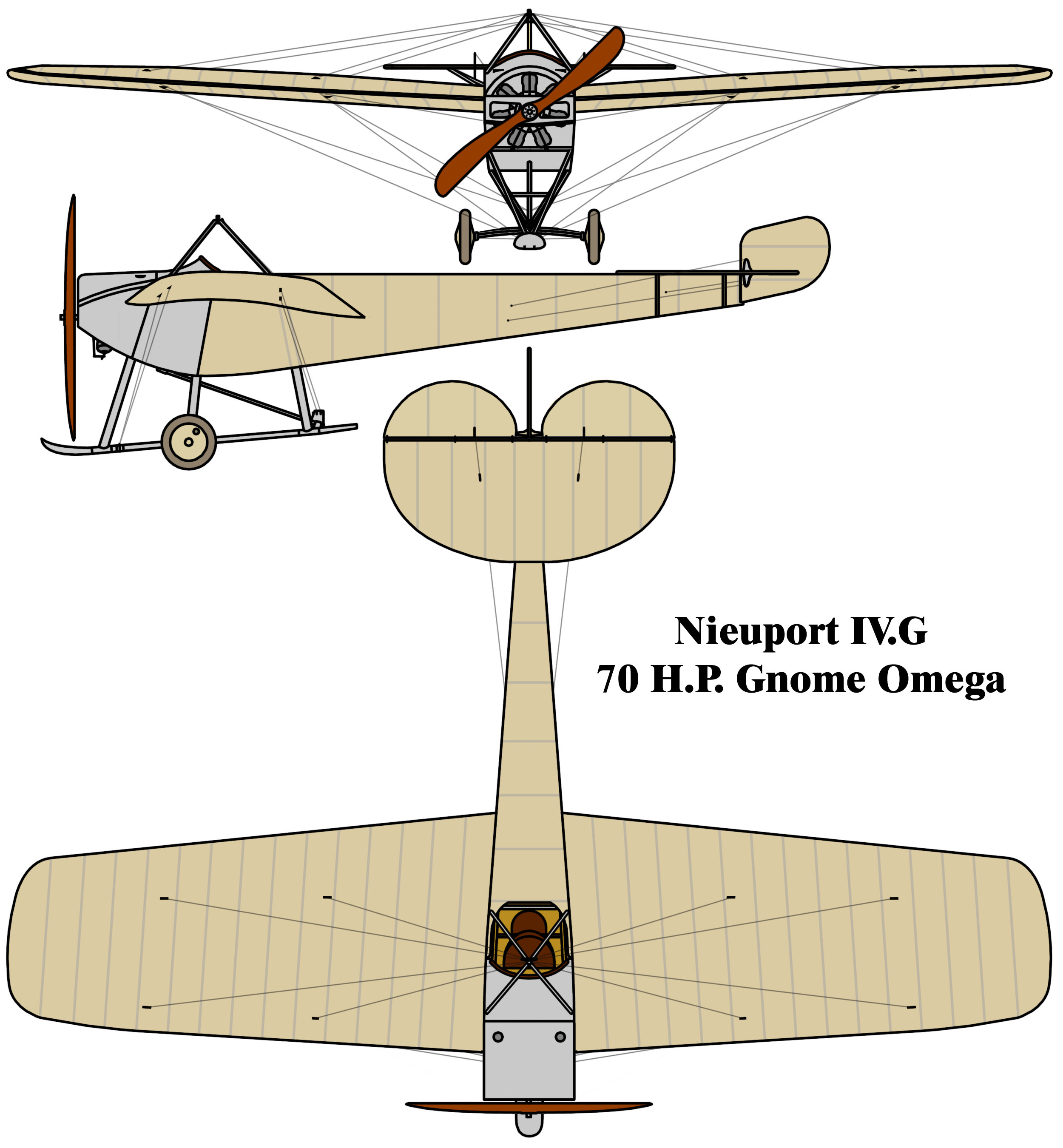

Il Nieuport IV fu un aereo multiruolo, monomotore e monoplano, sviluppato dall'azienda aeronautica francese Société Anonyme des Établissements Nieuport negli anni dieci del XX secolo e prodotto, oltre che dalla stessa, anche su licenza nella variante IVM, nel Regno d'Italia dalla Nieuport-Macchi e nell'Impero russo dalla Lebed.
Destinato al nascente mercato dell'aviazione da diporto e utilizzato anche come aereo da competizione, con lo sviluppo dell'aeronautica militare venne prodotto in diverse versioni bi e triposto ed acquistato da diverse nazioni europee, in Asia e America del Sud come dotazione dei propri neocostituiti reparti aerei.

## Varianti
IVG

IVM
versione biposto in configurazione sia terrestre che idrovolante a scarponi

## Impiego operativo
Il Corpo Aeronautico del Regio Esercito lo utilizzava nella versione M nel dicembre 1914 in cinque esemplari nella 6ª Squadriglia da ricognizione e combattimento e tre esemplari nell'8ª Squadriglia da ricognizione e combattimento e nel maggio 1915 in sei esemplari nella 5ª Squadriglia da ricognizione e combattimento e sei esemplari nella 7ª Squadriglia da ricognizione e combattimento.
Inoltre nella versione idrovolante vennero usati dal 25 settembre 1915 dalla Squadriglia francese di Brindisi fino al 17 gennaio 1916.

## Utilizzatori
Argentina
- Servicio Aéronautico del Ejército

 Francia
- Aéronautique Militaire

 Grecia
- Ellinikí Vasilikí Aeroporía

 Italia
- Corpo Aeronautico Militare del Regio Esercito

 Giappone
- Dai-Nippon Teikoku Rikugun Kōkū Hombu

 Regno Unito
- Air Battalion Royal Engineers
- Royal Flying Corps

 Russia
- Imperatorskij voenno-vozdušnyj flot

 Siam
- Krom Akat Sayam

 Spagna
- Aeronáutica Militar Española

 Svezia
- Flygkompaniet
- Marinens Flygväsen

### Pubblicazioni
- Nieuport Tipo IVM, in Aerei da guerra, Ginevra - Novara, Edito Service S.A. - Istituto Geografico De Agostini, 1993.